# Canal Sur Televisión
Canal Sur Televisión est la première chaîne du réseau de télévision public autonome andalou. La chaîne appartient à Radio y Televisión de Andalucía, organisme public dépendant de la Junta de Andalucía et chargé de gérer les chaînes de télévision et les stations de radio publiques d'Andalousie.
Son financement est partagé entre les ressources publiques, abondées par la Junta de Andalucía, et les recettes publicitaires.

## Histoire
À la suite de la création de Radio y Televisión de Andalucía en 1988, il fut décidé de mettre en place une chaîne de télévision régionale, propre à l'Andalousie, comme cela existait au Pays basque (Euskal Telebista) ou en Catalogne (TV3). Le paysage télévisuel espagnol se résumait alors aux quelques chaînes régionales existantes et aux deux chaînes nationales publiques, TVE 1 et TVE 2.
La chaîne commence à émettre le 28 février 1989, jour de l'Andalousie, qui commémore l'adoption du statut d'autonomie. Camarón de la Isla, célèbre cantaor flamenco, participe à cette cérémonie.
Canal Sur HD, la version HD de la chaîne, commence le 26 février 2010.

## Programmation
L'objectif initial de la chaîne de télévision était de servir de canal d'information régionale et de participation des Andalous dans la société, la culture et la politique de la communauté autonome. La chaîne prétendait également agir en faveur de la diffusion des valeurs historiques, culturelles et linguistiques de l'Andalousie.
Les programmes de Canal Sur furent revus dix ans plus tard avec la création d'une deuxième chaîne publique, Canal 2 Andalucía. La première chaîne fut alors orientée vers une programmation généraliste et de divertissement, tandis que Canal 2 se voyait confier la tâche de diffuser des programmes culturels, sportifs ou pour enfants.
Une grande partie de ses émissions sert à alimenter la chaîne de télévision satellite Canal Sur Andalucía.

## Événements
- En 1997, la journaliste Irma Soriano présente le témoignage d'Ana Orantes, victime de violence conjugale depuis quarante ans, dans son émission De tarde en tarde[1]. Cette émission contribue durablement à l'évolution des droits des femmes en Espagne, alors qu'Ana Orantes est assassinée par son mari treize jours après la diffusion du programme[2].